# CD53
آنتی ژن سطحی لکوسیت CD53 پروتئینی است که در انسان توسط ژن CD53 کدگذاری می‌شود.